# St. Pankratius (Dingden)

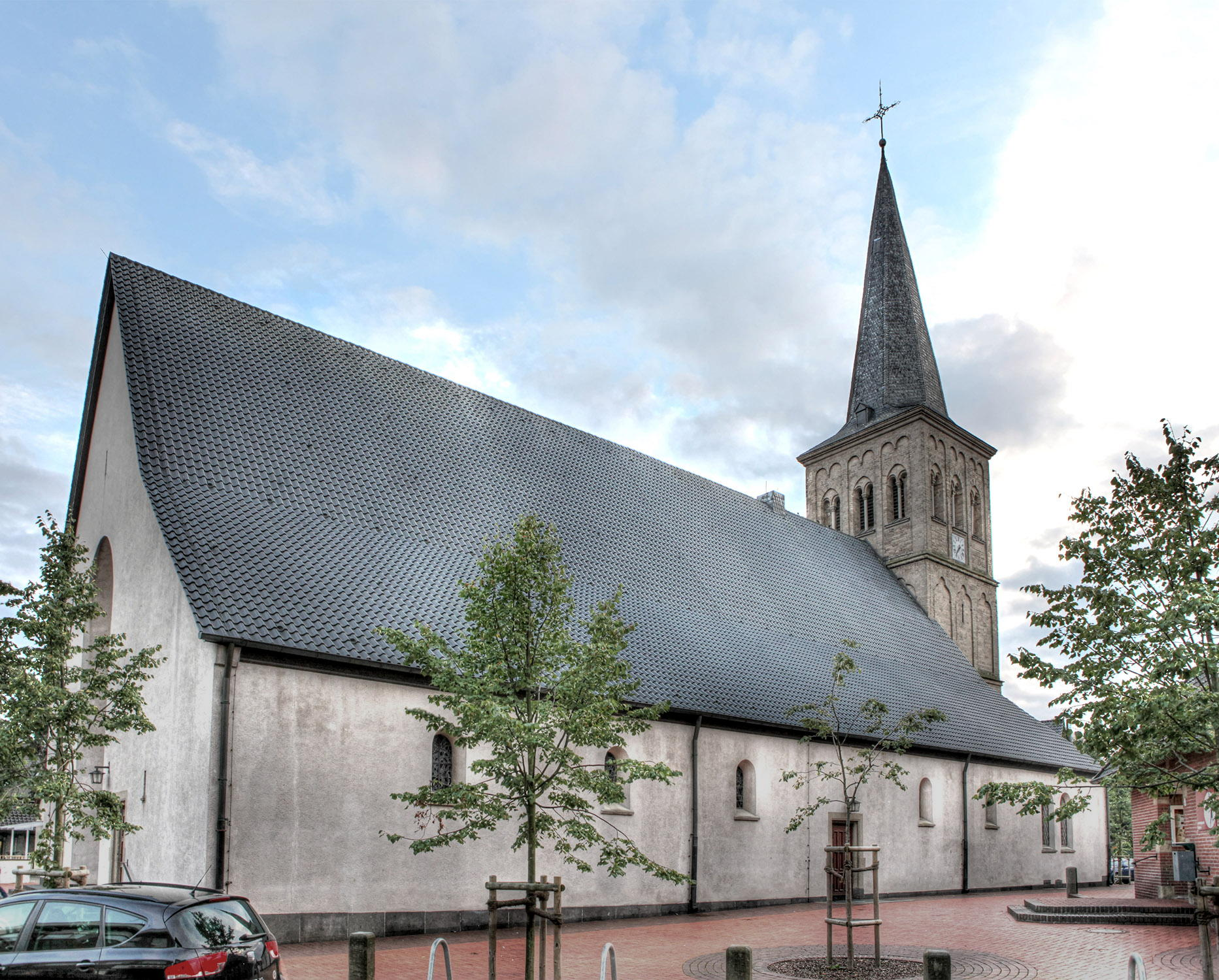
Katholische Pfarrkirche St. Pankratius (Nordansicht mit Langhaus)

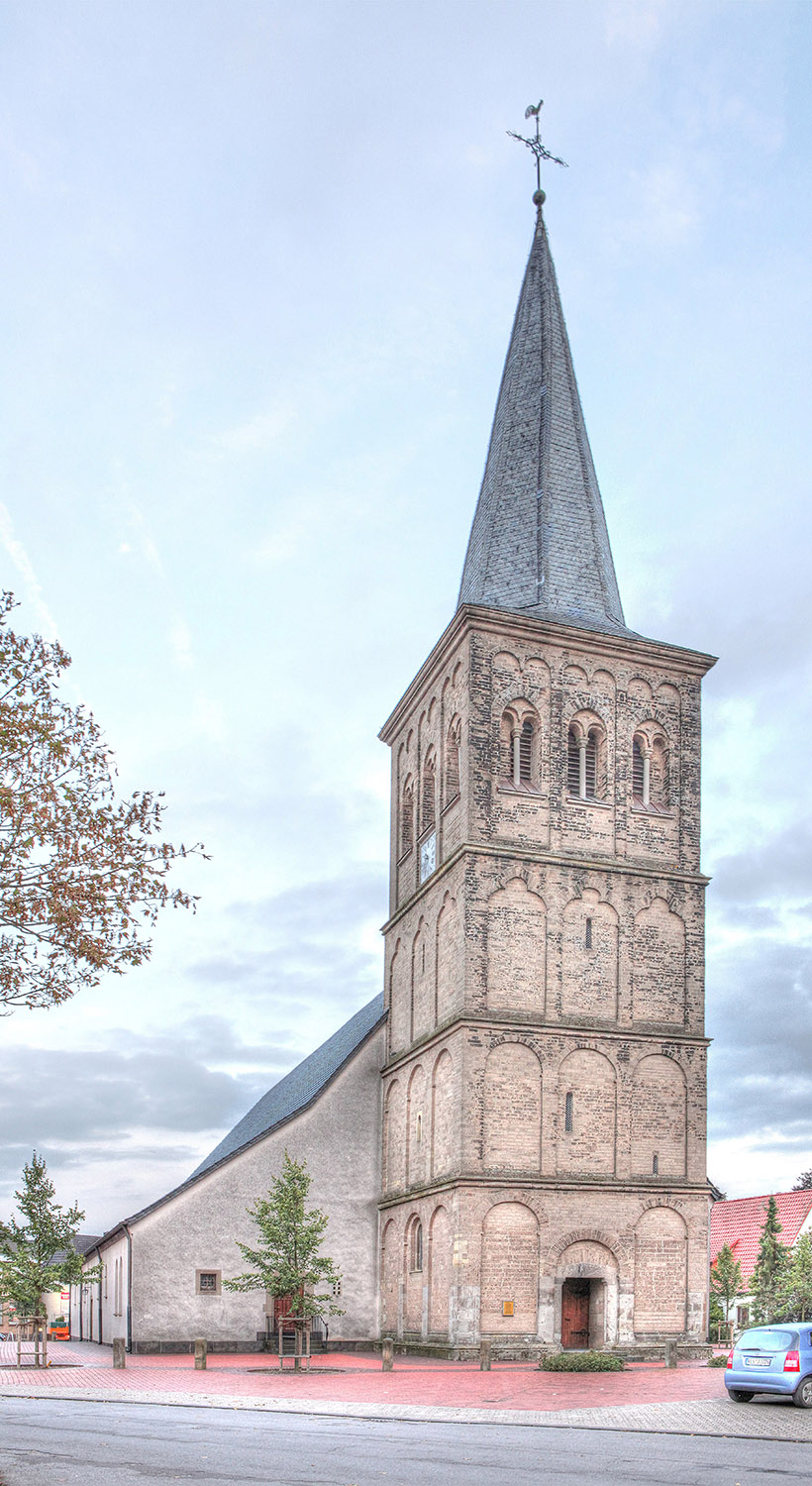
Katholische Pfarrkirche St. Pankratius (Westansicht mit Kirchturm)

Die römisch-katholische Pfarrkirche St. Pankratius ist ein denkmalgeschütztes Kirchengebäude in Dingden, einem Ortsteil der Stadt Hamminkeln, im nordrhein-westfälischen Kreis Wesel in Deutschland.

## Geschichte
Die Ritter von Dingden bauten im frühen 12. Jahrhundert auf ihrem Haupthof eine steinerne romanische Eigenkirche, die eine erste Holzkapelle ersetzte. Diese Holzkapelle könnte um das Jahr 1000 entstanden sein. Als das Dorf wuchs, wuchsen auch die Rechte der Kapellengemeinde Dingden. Bereits vor 1230 bestand Dingden als eigenständige Pfarre. Erstmals so genannt wird sie 1313.
Der viergeschossige Westturm wurde im ersten Viertel des 13. Jahrhunderts errichtet. Er weist die Merkmale der niederrheinischen Romanik auf. Das Langhaus wurde im 15. Jahrhundert errichtet. Mehrfach wurde die Kirche Opfer von Krieg und Bränden. Um allen Kirchgängern Platz zu bieten, erweiterte die Gemeinde von 1823 bis 1829 die Kirche zur dreischiffigen Basilika.
Bis 1945 hatte die Kirche dem Zweiten Weltkrieg mit einigen Schäden getrotzt, wurde aber am 25. Februar 1945 durch Bomben zerstört. 

### Heutige Kirche
1950 konnte die neu erbaute Pfarrkirche eingeweiht werden. Sie folgt nicht mehr der traditionellen Ostung, sondern der Altar ist nach Westen orientiert. Ihm schließt sich westlich der Turm an, in dessen Untergeschoss die Taufkapelle eingerichtet wurde. Im Osten des Saalbaus befindet sich das Hauptportal.
Der Innenraum gliedert sich in ein breites Hauptschiff und ein durch eine Rundbogenarkade abgegrenztes niedriges Nordseitenschiff, äußerlich zu erkennen an seiner geringeren Dachneigung. Damit ist St. Pankratius heute eine Pseudobasilika.
Seit dem 1. Dezember 2013 ist die Kirche unter ihrem bisherigen Patrozinium des heiligen Pankratius Pfarrkirche der neugegründeten Gemeinde Maria Frieden Hamminkeln.

## Ausstattung
- Ein  achteckiger kelchförmiger Taufstein vom Anfang des 16. Jahrhunderts
- Ein Vesperbild vom ersten Drittel des 15. Jahrhunderts. Das Bild mit der Darstellung des toten Christus im Stil der Kölner Gabelkruzifixe wurde 1945 während des Zweiten Weltkrieges stark beschädigt und wieder restauriert.[1][2]

## Orgel
Die Orgel auf der Ostempore wurde 1974 von der Orgelbaufirma Romanus Seifert & Sohn aus Kevelaer erbaut. Das Instrument verfügt über 1.658 Pfeifen. Orgelgehäuse und der freistehende Spieltisch sind aus Eiche gefertigt.
| I Hauptwerk C-g3 |             |       |
| 1.               | Pommer      | 16′   |
| 2.               | Prinzipal   | 8′    |
| 3.               | Gedackt     | 8′    |
| 4.               | Oktave      | 4′    |
| 5.               | Spitzflöte  | 4′    |
| 6.               | Oktävlein   | 2′    |
| 7.               | Nasat       | 2 ⁄3′ |
| 8.               | Mixtur IV-V | 1 ⁄3′ |
| 9.               | Trompete    | 8′    |
|                  | Tremulant   |       |

| II Rückpositiv C-g3 |                |       |
| 10.                 | Rohrflöte      | 8′    |
| 11.                 | Praestant      | 4′    |
| 12.                 | Kleingedackt   | 4′    |
| 13.                 | Waldflöte      | 2′    |
| 14.                 | Quinte         | 1 ⁄3′ |
| 15.                 | Sesquialter II | 2 ⁄3′ |
| 16.                 | Scharff IV     | 1′    |
| 17.                 | Rohrschalmey   | 8′    |
|                     | Tremulant      |       |

| Pedal C-f1 |            |     |
| 18.        | Subbass    | 16′ |
| 19.        | Prinzipal  | 8′  |
| 20.        | Flautbass  | 8′  |
| 21.        | Choralbass | 4′  |
| 22.        | Oktavbass  | 2′  |
| 23.        | Posaune    | 16′ |

- Koppeln: II/I, I/P, II/P

## Glocken
Im Turm hängen vier Glocken.
- 1. Jesus-Maria-Glocke aus dem Jahr 1649, auf Ton „E“ gestimmt, Höhe 0,95 m, ⌀ 1,18 m
- 2. Pankratiusglocke aus dem Jahr 1948, auf Ton „G“ gestimmt, Gewicht: 704 kg, ⌀ 1,05 m
- 3. Marienglocke aus dem Jahr 1948, auf Ton „A“ gestimmt, Gewicht: 485 kg, ⌀ 0,92 m
- 4. Angelusglocke aus dem Jahr 1948, auf Ton „H“ gestimmt, Gewicht 327 kg, ⌀ 0,81 m

## Belege
1. ↑  Georg Dehio: Handbuch der Deutschen Kunstdenkmäder, Nordrhein-Westfalen. Band 2, Westfalen, Deutscher Kunstverlag, München 1969, S. 114
2. ↑  Georg Dehio; Bearbeitet von Magnus Backes: Hessen. In: Handbuch der Deutschen Kunstdenkmäler. Erster Band. Deutscher Kunstverlag, München, Berlin 1966, S. 241.
3. ↑  Nähere Informationen zur Orgel

Koordinaten: 51° 46′ 10″ N, 6° 36′ 39″ O